# Paral·lel 11° sud
El paral·lel 11° sud és una línia de latitud que es troba a 11 graus sud de la línia equatorial terrestre. Travessa l'oceà Atlàntic, l'Àfrica, l'Oceà Índic, el Sud-est Asiàtic, l'Australàsia, l'Oceà Pacífic i Amèrica del Sud.

## Geografia
En el sistema geodèsic WGS84, al nivell de 11° de latitud sud, un grau de longitud equival a 109,287 km; la longitud total del paral·lel és de 39.344 km, que és aproximadament 98,0% de la de l'equador, del que es troba a 1.216 km i a 8.785 km del pol Sud

## Arreu del món
A partir del Meridià de Greenwich i cap a l'est, el paral·lel 11° sud passa per: 
| Coordenades                               | País. Territori o mar | Notes |
| ----------------------------------------- | --------------------- | --- |
| 11° 0′ S, 0° 0′ E / 11.000°S,0.000°E      | Oceà Atlàntic         | |
| 11° 0′ S, 13° 52′ E / 11.000°S,13.867°E   | Angola                | |
| 11° 0′ S, 22° 12′ E / 11.000°S,22.200°E   | R.D. del Congo        | |
| 11° 0′ S, 23° 20′ E / 11.000°S,23.333°E   | Angola                | |
| 11° 0′ S, 23° 38′ E / 11.000°S,23.633°E   | R.D. del Congo        | Per uns 8 km |
| 11° 0′ S, 23° 43′ E / 11.000°S,23.717°E   | Angola                | Per uns 5 km |
| 11° 0′ S, 23° 46′ E / 11.000°S,23.767°E   | R.D. del Congo        | Per uns 13 km |
| 11° 0′ S, 23° 53′ E / 11.000°S,23.883°E   | Angola                | Per uns 15 km |
| 11° 0′ S, 24° 1′ E / 11.000°S,24.017°E    | Zàmbia                | Per uns 13 km |
| 11° 0′ S, 24° 8′ E / 11.000°S,24.133°E    | R.D. del Congo        | |
| 11° 0′ S, 28° 30′ E / 11.000°S,28.500°E   | Zàmbia                | |
| 11° 0′ S, 33° 18′ E / 11.000°S,33.300°E   | Malawi                | |
| 11° 0′ S, 34° 13′ E / 11.000°S,34.217°E   | Llac Malawi           | |
| 11° 0′ S, 34° 36′ E / 11.000°S,34.600°E   | Tanzània              | |
| 11° 0′ S, 39° 30′ E / 11.000°S,39.500°E   | Moçambic              | |
| 11° 0′ S, 40° 30′ E / 11.000°S,40.500°E   | Oceà Índic            | |
| 11° 0′ S, 122° 51′ E / 11.000°S,122.850°E | Indonèsia             | Passa a través de l'illa de Dana al sud de Roti                                                                              |
| 11° 0′ S, 122° 52′ E / 11.000°S,122.867°E | Mar de Timor          | Passa al nord de l'illa de Melville i la península de Cobourg, Austràlia                                                     |
| 11° 0′ S, 132° 33′ E / 11.000°S,132.550°E | Austràlia             | Illa de Croker, Territori del Nord                                                                                           |
| 11° 0′ S, 132° 34′ E / 11.000°S,132.567°E | Mar d'Arafura         | Passa al nord de les illes Wessel, Austràlia                                                                                 |
| 11° 0′ S, 142° 8′ E / 11.000°S,142.133°E  | Austràlia             | Península del Cap York, Queensland                                                                                           |
| 11° 0′ S, 142° 44′ E / 11.000°S,142.733°E | Mar del Corall        | Passa entre illes de l'arxipèlag Louisiade, Papua Nova Guinea                                                                |
| 11° 0′ S, 152° 30′ E / 11.000°S,152.500°E | Mar de Salomó         | Passa al nord de l'illa Rennell, Illes Salomó                                                                                |
| 11° 0′ S, 162° 6′ E / 11.000°S,162.100°E  | Mar del Corall        | Passa al sud de Makira, Illes Salomó · Passa al sud de Nendo, Illes Salomó · Passa al nord d'Utupua, Illes Salomó            |
| 11° 0′ S, 167° 26′ E / 11.000°S,167.433°E | Oceà Pacífic          | Passa al nord de l'illa de Swains, Samoa Nord-americana (reclamat per Tokelau) · Passa al sud de l'atol Pukapuka, Illes Cook |
| 11° 0′ S, 77° 40′ O / 11.000°S,77.667°O   | Perú                  | |
| 11° 0′ S, 70° 27′ O / 11.000°S,70.450°O   | Brasil                | Acre |
| 11° 0′ S, 70° 6′ O / 11.000°S,70.100°O    | Perú                  | |
| 11° 0′ S, 69° 32′ O / 11.000°S,69.533°O   | Bolívia               | |
| 11° 0′ S, 68° 59′ O / 11.000°S,68.983°O   | Brasil                | Acre |
| 11° 0′ S, 68° 50′ O / 11.000°S,68.833°O   | Bolívia               | |
| 11° 0′ S, 68° 47′ O / 11.000°S,68.783°O   | Brasil                | Acre - Per uns 15 km |
| 11° 0′ S, 68° 19′ O / 11.000°S,68.317°O   | Bolívia               | |
| 11° 0′ S, 65° 18′ O / 11.000°S,65.300°O   | Brasil                | Rondônia Mato Grosso estat de Tocantins estat de Bahia Sergipe                                                               |
| 11° 0′ S, 37° 3′ O / 11.000°S,37.050°O    | Oceà Atlàntic         | |